# Wielersport op de Middellandse Zeespelen 1963
Wielersport is een van de sporten die beoefend werden tijdens de Middellandse Zeespelen 1963 in Napels, Italië. Er waren in totaal zeven onderdelen, allen bij de mannen. Vijf hiervan vonden plaats op de baan; individuele- en team achtervolging, sprint, tandem en een tijdrit. Op de weg vonden twee wedstrijden plaats; een weg- en tijdrit. Maar vier verschillende landen wisten medailles te bemachtigen.

## Uitslagen

### Baanwielrennen
| Event                     | Goud                                         | Zilver                                             | Brons            |
| ------------------------- | -------------------------------------------- | -------------------------------------------------- | ---------------- |
| Individuele achtervolging | Christian Cuch                               | Pietro Scandelli                                   | Miro Lopez       |
| Team achtervolging        | Italië Luigi Roncaglia Franco Testa          | Frankrijk Christian Cuch Joseph Pare Jacquis Suire | Marokko Onbekend |
| Sprint                    | Angelo Damiano                               | Giordano Turrini                                   | Daniel Morelon   |
| Tandem                    | Italië Sergio Bianchetto Giovanni Pettenella | Frankrijk Onbekend                                 | Marokko Onbekend |
| Tijdrit (één kilometer)   | Sergio Bianchetto                            | Pierre Trentin                                     | Moustafa Belcayd |

### Wegwielrennen
| Event          | Goud            | Zilver                                         | Brons                                                                 |
| -------------- | --------------- | ---------------------------------------------- | --------------------------------------------------------------------- |
| Wegrit         | Francis Bazire  | Dino Zandegù                                   | Lucien Aimar                                                          |
| Ploegentijdrit | Italië Onbekend | Frankrijk Marcel-Ernest Bidault Georges Chappe | Spanje Mariano Díaz Díaz José Manuel López Rodríguez Ramón Sáez Marzo |

## Medaillespiegel
| Plaats | Land      | Goud | Zilver | Brons | Totaal |
| 1      | Italië    | 5    | 3      | 0     | 8      |
| 2      | Frankrijk | 2    | 4      | 2     | 8      |
| 3      | Marokko   | 0    | 0      | 3     | 3      |
| 4      | Spanje    | 0    | 0      | 2     | 2      |
| Totaal | Totaal    | 7    | 7      | 7     | 21     |

1955 · 1959 · 1963 · 1967 · 1971 · 1975 · 1979 · 1983 · 1987 · 1991 · 1993 · 1997 · 2001 · 2005 · 2009 · 2013 · 2018 · 2022
Atletiek · Basketbal · Boksen · Gymnastiek · Hockey · Roeien · Schermen · Schietsport · Schoonspringen · Tennis · Voetbal · Volleybal · Waterpolo · Wielersport · Worstelen · Zeilen · Zwemmen